# Селезянское сельское поселение
Селезя́нское се́льское поселе́ние — муниципальное образование в Еткульском районе Челябинской области Российской Федерации. В рамках административно-территориального устройства муниципальное образование  соответствует административно-территориальной единице Селезянский сельсовет.
Административный центр — село Селезян.

## История
Статус и границы сельского поселения установлены Законом Челябинской области от 16 ноября 2004 года № 310-ЗО «О статусе и границах Еткульского муниципального района и сельских поселений в его составе».

## Население
| 2002  | 2010  | 2011  | 2012  | 2013  | 2014  | 2015  |
| ----- | ----- | ----- | ----- | ----- | ----- | ----- |
| 2270  | ↘2260 | ↗2261 | ↗2271 | ↗2279 | ↘2268 | ↘2227 |
| 2016  | 2017  | 2018  | 2019  | 2020  | 2021  |       |
| ↗2242 | ↘2238 | ↘2168 | ↘2151 | ↘2128 | ↗2413 |       |

## Состав сельского поселения
| № | Населённый пункт | Тип населённого пункта       | Население |
| - | ---------------- | ---------------------------- | --------- |
| 1 | Аткуль           | деревня                      | ↗270      |
| 2 | Кораблево        | деревня                      | ↘93       |
| 3 | Назарово         | деревня                      | ↘215      |
| 4 | Селезян          | село, административный центр | ↗1400     |
| 5 | Устьянцево       | деревня                      | ↘134      |
| 6 | Шатрово          | деревня                      | ↗148      |